# Landtagswahl in Nordrhein-Westfalen 2012/Umfragen
Die meisten Umfragen zur Landtagswahl in Nordrhein-Westfalen 2012 ergaben eine Mehrheit für die Fortsetzung der rot-grünen Koalition von Ministerpräsidentin Hannelore Kraft. Im Vergleich zur vorangegangenen Wahl wurden für die Sozialdemokraten größere Gewinne vorhergesagt, während der CDU Verluste prognostiziert wurden. Letztendlich schnitt die CDU am Wahltag deutlich schlechter ab, als die Umfragen es angedeutet hatten. Die FDP überschritt im Wahlkampfendspurt in den Wahlumfragen die Fünf-Prozent-Hürde. Die Die Linke dagegen hatte laut den Ergebnissen der Meinungsforschung nur geringe Aussichten auf einen Wiedereinzug in den Landtag. Ein leicht schlechteres Wahlergebnis als 2010 sagten die Meinungsforscher den Grünen voraus. Für die Piraten prognostizieren sie den größten Gewinn an Prozentpunkten und den sicheren Einzug in den nordrhein-westfälischen Landtag.
Die erste repräsentative Umfrage wurde direkt nach der Auflösung des Landtags am 14. März 2012 vom Meinungsforschungsinstitut Infratest dimap erhoben. Eine am gleichen Tag von YouGov veröffentlichte Prognose spiegelte die politische Stimmung vor dem Scheitern der rot-grünen Minderheitsregierung wider.
Für die Sonntagsfrage gaben die Institute für Demoskopie folgende Ergebnisse an:
| Institut                | Datum      | CDU  | SPD    | Grüne | FDP | Linke | Piraten | Sonstige |
| ----------------------- | ---------- | ---- | ------ | ----- | --- | ----- | ------- | -------- |
| INFO GmbH               | 11.05.2012 | 33 % | 38 %   | 11 %  | 5 % | 4 %   | 8 %     | 1 %      |
| YouGov                  | 09.05.2012 | 30 % | 37 %   | 12 %  | 6 % | 3,5 % | 8,5 %   | 3 %      |
| YouGov                  | 07.05.2012 | 31 % | 37 %   | 11 %  | 5 % | 4 %   | 9 %     | 3 %      |
| Forschungsgruppe Wahlen | 04.05.2012 | 31 % | 38 %   | 11 %  | 6 % | 3 %   | 8 %     | 3 %      |
| Infratest dimap         | 03.05.2012 | 30 % | 38,5 % | 11 %  | 6 % | 4 %   | 7,5 %   | 3 %      |
| YouGov                  | 03.05.2012 | 31 % | 36 %   | 11 %  | 5 % | 4 %   | 10 %    | 3 %      |
| Forsa                   | 02.05.2012 | 32 % | 37 %   | 10 %  | 5 % | 3 %   | 10 %    | 3 %      |
| Emnid                   | 27.04.2012 | 32 % | 38 %   | 10 %  | 5 % | 4 %   | 9 %     | 2 %      |
| Infratest dimap         | 22.04.2012 | 31 % | 39 %   | 11 %  | 4 % | 3 %   | 9 %     | 3 %      |
| Forschungsgruppe Wahlen | 20.04.2012 | 34 % | 37 %   | 11 %  | 4 % | 3 %   | 8 %     | 3 %      |
| YouGov                  | 18.04.2012 | 32 % | 36 %   | 13 %  | 4 % | 4 %   | 8 %     | 3 %      |
| INFO GmbH               | 14.04.2012 | 29 % | 40 %   | 10 %  | 3 % | 3 %   | 11 %    | 4 %      |
| Infratest dimap         | 25.03.2012 | 32 % | 40 %   | 12 %  | 4 % | 3 %   | 5 %     | 4 %      |
| Forsa                   | 21.03.2012 | 33 % | 39 %   | 11 %  | 4 % | 4 %   | 6 %     | 3 %      |
| Forschungsgruppe Wahlen | 15.03.2012 | 34 % | 37 %   | 13 %  | 2 % | 4 %   | 6 %     | 4 %      |
| Infratest dimap         | 14.03.2012 | 34 % | 38 %   | 14 %  | 2 % | 4 %   | 5 %     | 3 %      |
| YouGov                  | 14.03.2012 | 33 % | 33 %   | 17 %  | 2 % | 5 %   | 7 %     | 3 %      |
| Infratest dimap         | 26.02.2012 | 35 % | 35 %   | 17 %  | 2 % | 3 %   | 5 %     | 3 %      |
| YouGov                  | 08.02.2012 | 33 % | 31 %   | 15 %  | 3 % | 6 %   | 7 %     | 5 %      |
| YouGov                  | 19.01.2012 | 31 % | 33 %   | 17 %  | 3 % | 5 %   | 8 %     | 3 %      |

Analysen des Prognoseportals election.de für die 128 Wahlkreise sagten den Gewinn aller 128 Direktmandate durch entweder die CDU oder die SPD voraus:
| Institut    | Datum      | CDU | SPD |
| ----------- | ---------- | --- | --- |
| election.de | 12.05.2012 | 39  | 89  |
| election.de | 05.05.2012 | 38  | 90  |
| election.de | 28.04.2012 | 41  | 87  |
| election.de | 21.04.2012 | 54  | 74  |
| election.de | 14.04.2012 | 39  | 89  |
| election.de | 7.04.2012  | 46  | 82  |

Die Frage, wen die wahlberechtigten Bürger in Nordrhein-Westfalen bei einer Direktwahl zum Ministerpräsidenten wählen würden, wurde laut den Umfrageinstituten wie folgt beantwortet:
| Institut                | Datum      | Hannelore Kraft (SPD) | Norbert Röttgen (CDU) |
| ----------------------- | ---------- | --------------------- | --------------------- |
| INFO GmbH               | 11.05.2012 | 53 %                  | 22 %                  |
| YouGov                  | 07.05.2012 | 46 %                  | 19 %                  |
| Forschungsgruppe Wahlen | 04.05.2012 | 63 %                  | 27 %                  |
| Infratest dimap         | 03.05.2012 | 58 %                  | 26 %                  |
| Forsa                   | 02.05.2012 | 56 %                  | 25 %                  |
| Infratest dimap         | 22.04.2012 | 58 %                  | 30 %                  |
| Forschungsgruppe Wahlen | 20.04.2012 | 55 %                  | 32 %                  |
| INFO GmbH               | 14.04.2012 | 49 %                  | 21 %                  |
| Infratest dimap         | 25.03.2012 | 57 %                  | 28 %                  |
| Forsa                   | 21.03.2012 | 56 %                  | 26 %                  |
| Forschungsgruppe Wahlen | 15.03.2012 | 54 %                  | 30 %                  |
| Infratest dimap         | 14.03.2012 | 57 %                  | 26 %                  |
| YouGov                  | 14.03.2012 | 42 %                  | 21 %                  |
| Infratest dimap         | 26.02.2012 | 51 %                  | 29 %                  |
| YouGov                  | 19.01.2012 | 36 %                  | 17 %                  |